# Pistacia saportae
Pistacia saportae är en sumakväxtart som beskrevs av Émile Burnat. Pistacia saportae ingår i släktet Pistacia och familjen sumakväxter. Inga underarter finns listade i Catalogue of Life.